# Sint-Laurentiuskerk (Fromelennes)
De Sint-Laurentiuskerk (Frans: Église Saint-Laurent) is een rooms-katholiek parochiekerk in de Franse plaats Fromelennes in het departement Ardennes. Het gebouw kreeg zijn huidige uiterlijk tussen 1864-1866, maar gaat terug op een ouder gebouw uit 1655.

## Geschiedenis
In 1655 werd in Fromelennes een eerste kapel gebouwd. In de 19e eeuw werd besloten om het gebouw te vergroten en verbouwen. Een eerste schatting van de bouw werd in 1863 gepresenteerd door architect Louis-Auguste Reimbeau. In 1864 begonnen de werkzaamheden welke in 1866 werden voltooid. Het schip, transept en de toren werden nieuw gebouwd, het koor van de oude kerk werd behouden en een halfronde sacristie werd om de driehoekige apsis gebouwd.

## Architectuur
Het gebouw betreft een eenbeukige kruiskerk met een klokkentoren die tegen de noordwestelijke hoek van het schip is gebouwd. In deze toren bevindt zich een wenteltrap die leidt naar de orgelgalerij en de klokkenruimte in de toren. In de voorgevel bevinden zich twee nissen, met in een daarvan een beeld van Sint-Laurentius. Het dak is bedekt met leisteen.
Het 18e-eeuwse altaar in de kerk is afkomstig uit de voormalige Onze-Lieve-Vrouweabdij van Félixpré die ten noorden van Fromelennes lag en werd gesloten in 1790.